# 奥特罗德沃达斯
奥特罗德沃达斯，是西班牙卡斯蒂利亚-莱昂萨莫拉省的一个市镇。 总面积50平方公里，总人口250人（2001年），人口密度5人/平方公里。